# Placogorgia coronata
Placogorgia coronata is een zachte koraalsoort uit de familie Plexauridae. De koraalsoort komt uit het geslacht Placogorgia. Placogorgia coronata werd in 1975 voor het eerst wetenschappelijk beschreven door Carpine & Grasshoff. 